# Громадська гуманітарна рада
Громадська гуманітарна рада — консультативно-дорадчий орган при Президентові України.

## Мета створення
Рада створена з метою
- врахування суспільно значущих інтересів у вирішенні найважливіших питань гуманітарного розвитку,
- підготовки пропозицій щодо забезпечення додержання прав і свобод людини і громадянина у сферах освіти, науки, культури і мистецтва, охорони здоров'я, інтелектуальної та творчої діяльності,
- впровадження системних реформ для досягнення відповідності європейським стандартам захисту таких прав.

## Склад
Рада утворюється у складі Голови, секретаря Ради та інших членів, які беруть участь у її роботі на громадських засадах.
Головою Ради є Президент України.
Секретарем Ради є за посадою один із заступників Глави Адміністрації Президента України.
Персональний склад Ради затверджується Президентом України. У разі потреби секретар Ради вносить Голові Ради пропозиції щодо змін персонального складу Ради.

## Форми роботи
Основною організаційною формою роботи Ради є засідання, які проводяться в міру потреби, але не рідше одного разу на квартал, і скликаються секретарем Ради за дорученням Голови Ради.